# Дичківське джерело

джерело́ с. Красівка
 — гідрологічна пам'ятка природи місцевого значення в Україні.

## Розташування
Джерело розташоване біля села Красівка Тернопільського району Тернопільської області, в межах лісового урочища «Красівка».

## Світлини

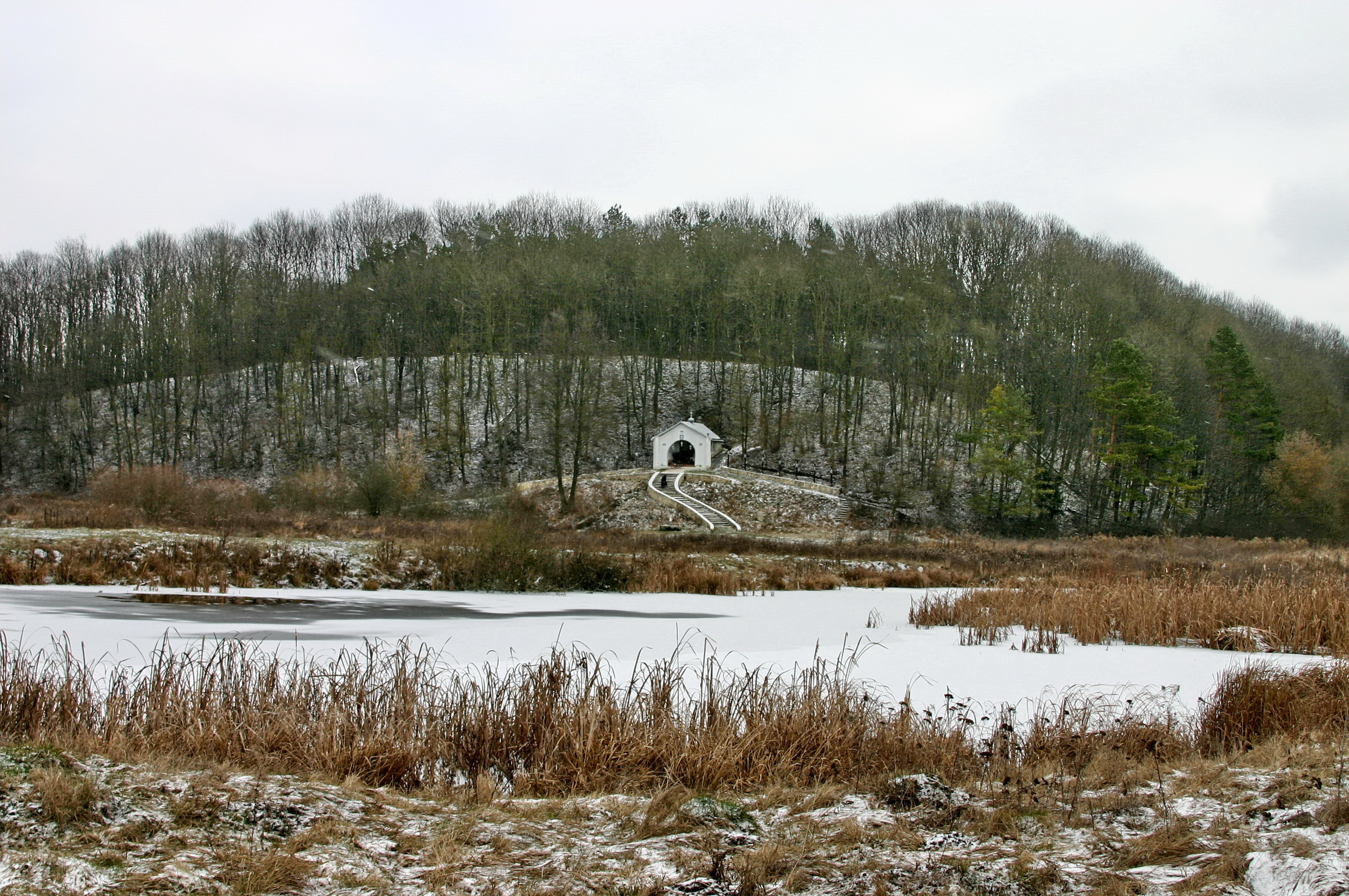
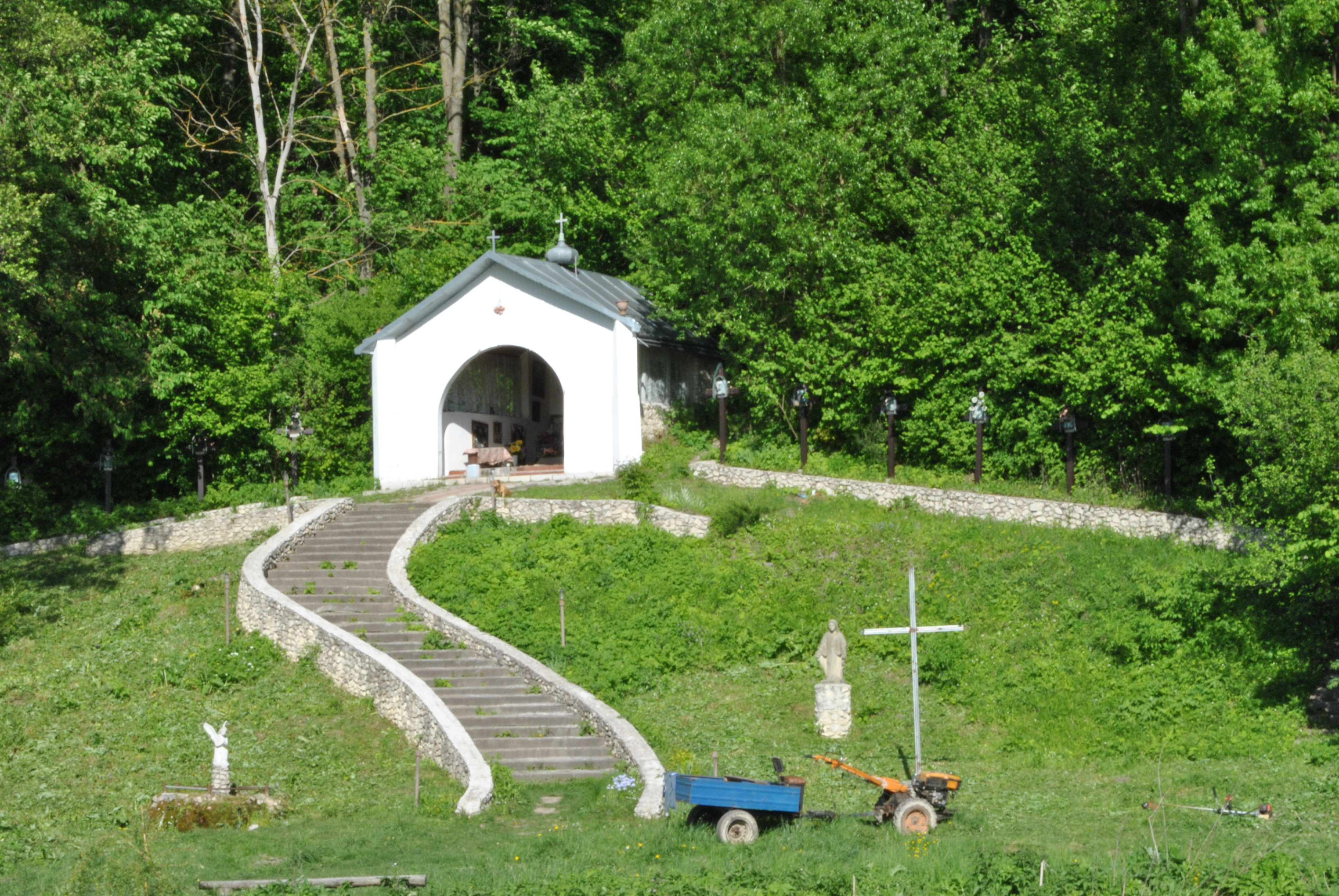
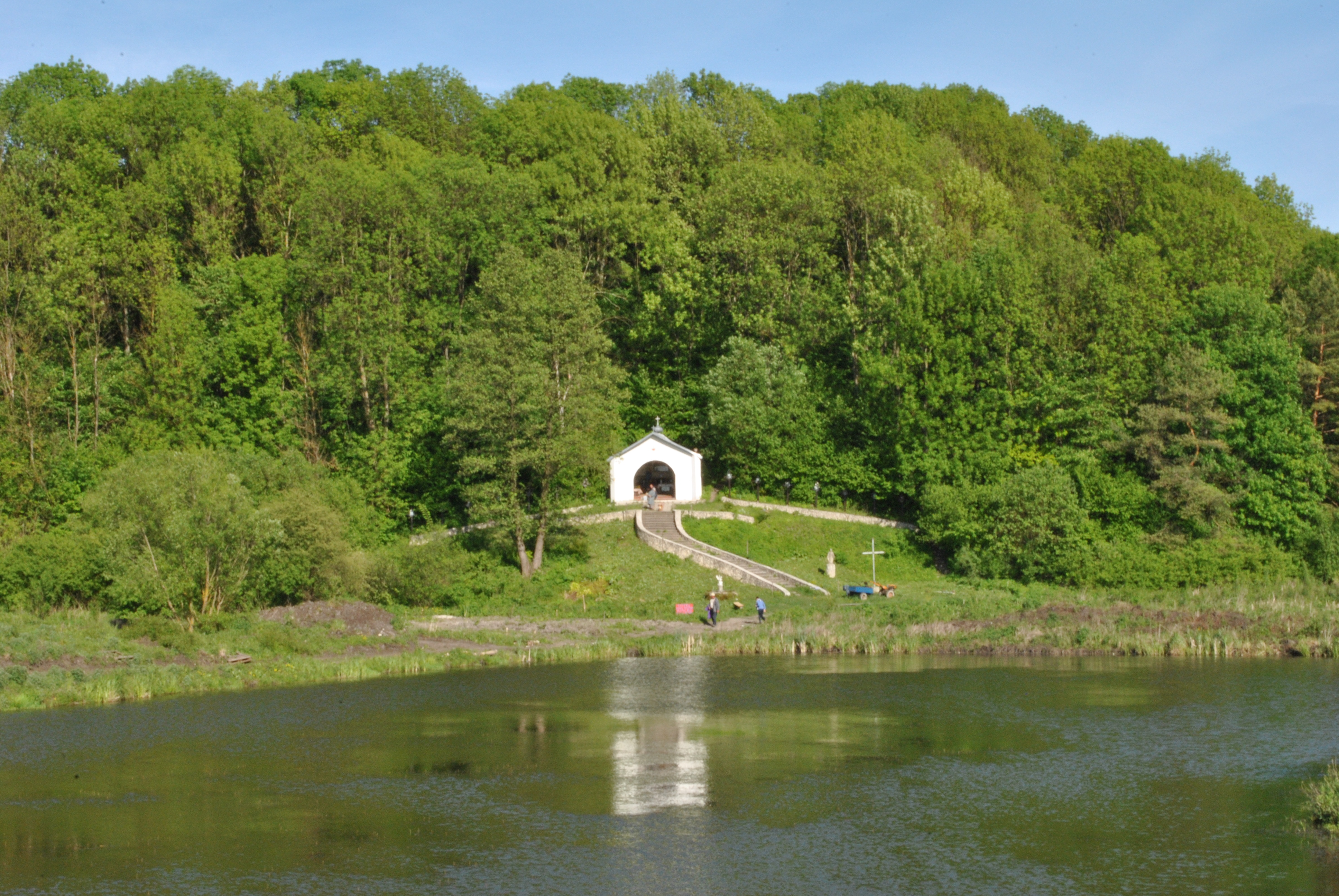
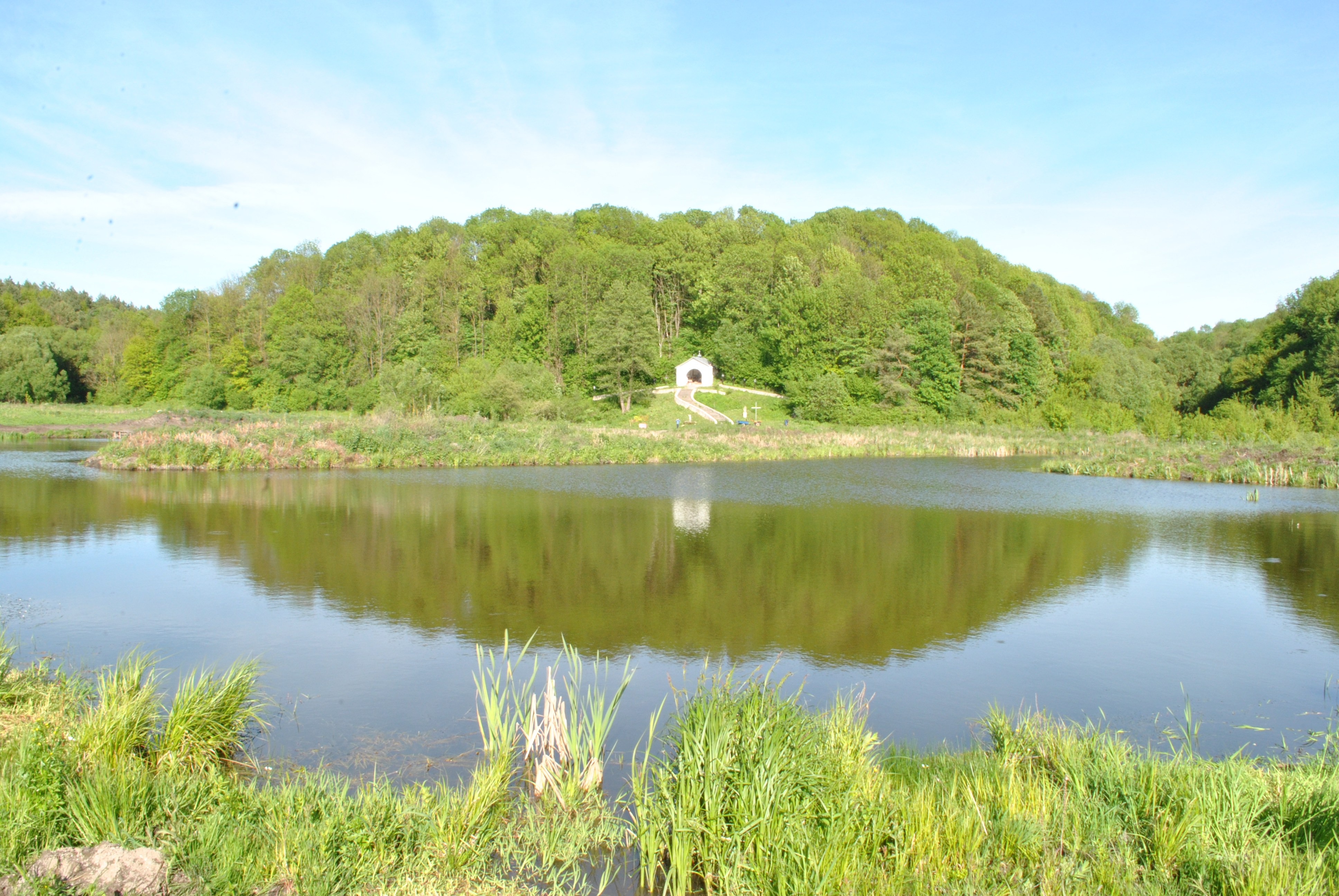

## Пам'ятка
Оголошене об'єктом природно-заповідного фонду рішенням Тернопільської обласної ради від 21 серпня 2000 року № 187. Перебуває у віданні Микулинецького лісництва (кв. 1, вид. 5) ДП «Тернопільське лісове господарство».

## Характеристика
Площа — 0,03 га. Рішенням Тернопільської обласної ради від 23 жовтня 2012 року № 1448 площу збільшено до 0,03 га. 
Під охороною — джерело підземних вод, що має водорегулююче, оздоровче й естетичне значення.